# Aefligen
Aefligen es una comuna suiza del cantón de Berna, situada en el distrito administrativo del Emmental. Limita al norte y este con la comuna de Utzenstorf, al este con Kirchberg, al sureste con Rüdtligen-Alchenflüh, al suroeste con Fraubrunnen, y al oeste con Schalunen y Bätterkinden.
Hasta el 31 de diciembre de 2009 situada en el distrito de Burgdorf.

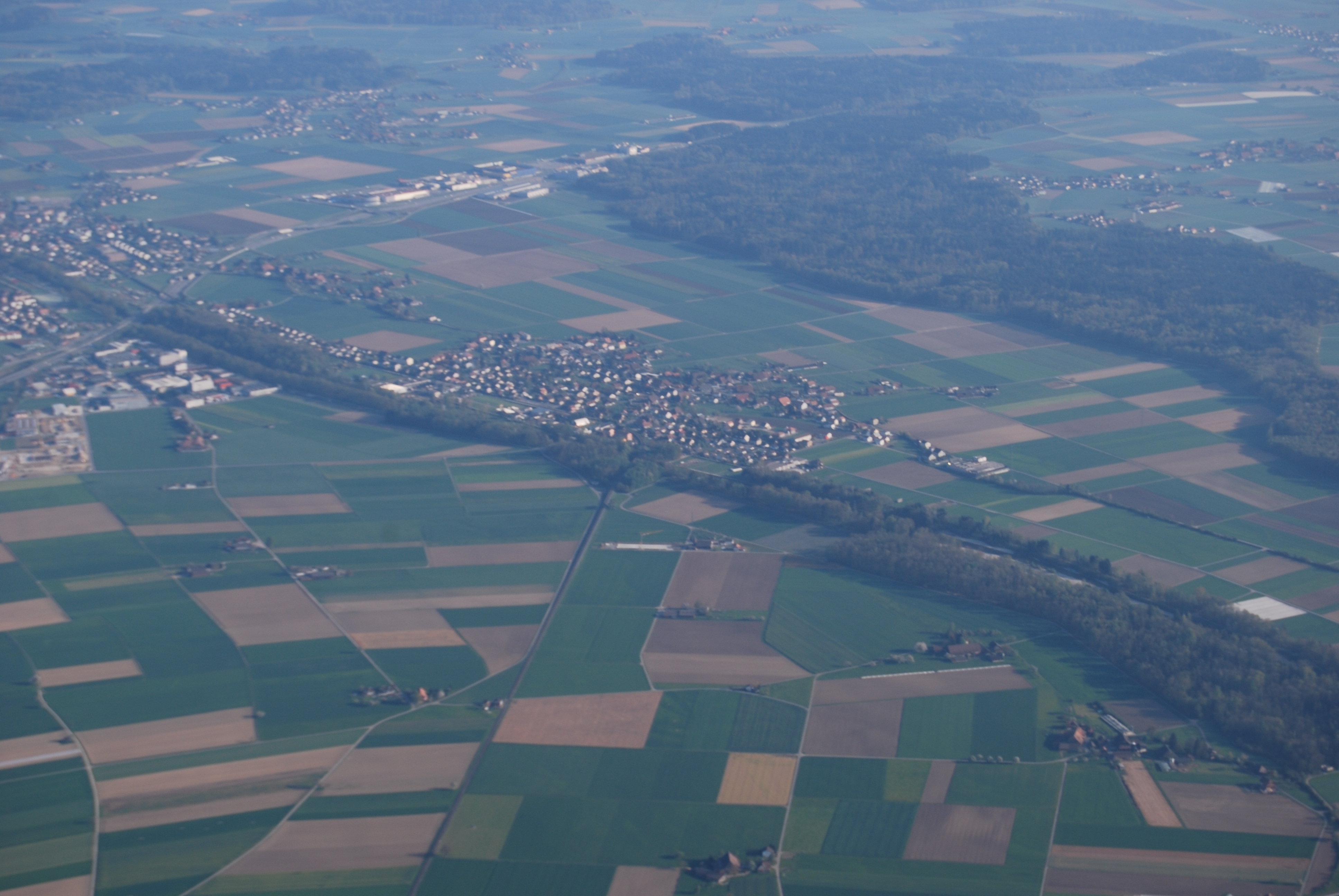
Aefligen

## Transportes
Ferrocarril
Cuenta con una estación ferroviaria en la que efectúan parada trenes regionales y de cercanías pertenecientes a la red S-Bahn Berna.